# Ванденбюске, Брайан
Брайан Ванденбюске (нидерл. Brian Vandenbussche; род. 24 сентября 1981[…], Бланкенберге, Фламандский регион) — бельгийский футболист, игравший на позиции вратаря.

## Клубная карьера
Профессиональную карьеру начал в 2001 году в «Брюгге», но не сыграл за клуб ни одного официального матча. В следующем году «защищал цвета» роттердамской «Спарты», где провёл 2 сезона своей карьеры. С 2004 по 2014 года выступал за «Херенвен», где принял участие в 177 матчах. В сезоне 2008/09 помог клубу выиграть национальный кубок. В 2014 году перешёл в бельгийский «Гент».

## Карьера за сборную
Дебют за национальную сборную Бельгии состоялся 20 мая 2006 года в товарищеском матче против сборной Словакии. Всего Брайан провёл за «Красных дьяволов» 3 матча.

## Достижения

### «Херенвен»
- Обладатель Кубка Нидерландов: 2008/09

### «Гент»
- Обладатель Суперкубка Бельгии: 2015